# Ат-Баса
Ат-Баса — упразднённый в 1999 году посёлок в Кобяйском улусе Якутии России. Входил в состав Куокуйского наслега.

## География
Посёлок располагался на западе района, в восточной части Центрально-Якутской равнины, на полуострове, образованным рекой Лунгха (левый приток Лены), в 1,5 км от села Ангас.
климат
В населённом пункте, как и во всем районе, климат резко континентальный, с продолжительным зимним и коротким летним периодами. Зимой погода ясная, с низкими температурами. Устойчивые холода зимой формируются под действием обширного антициклона, охватывающего северо-восточные и центральные улусы. Средняя месячная температура воздуха в январе находится в пределах от −28˚С до −40˚С..

## История
Постановлением Правительства Республики Саха (Якутия) от 3 декабря 1999 года № 651 исключен из учётных данных.

## Инфраструктура
Речная пристань.